# Juan Honores
Juan Honores Mostejo (Ascope (en), 4 mars 1915 – Lima, 9 juin 1990) est un footballeur péruvien qui évoluait au poste de gardien de but avant de devenir entraîneur.

## Biographie

### Carrière de joueur

#### En club
Surnommé El Chueco « le tordu », Juan Honores se fait connaître le 10 novembre 1935 lors d’un match amical entre son équipe, l'Alfonso Ugarte de Chiclín, et le Sport Boys (résultat 1-1). Ses interventions dans le but de l'Alfonso Ugarte convainquent les dirigeants de l'Universitario de Deportes de l'engager. Il commence à jouer avec plus de régularité à partir de 1936 et devient l'une des pièces importantes du titre acquis par l'Universitario en  1939.
Deux ans plus tard, il rejoint le Newell's Old Boys en Argentine et y fait ses débuts le 30 mars 1941 face à San Lorenzo (victoire 5-1). Il reste trois saisons au sein du Newell's Old Boys avec 77 matchs disputés. Le 11 mars 1944 il est transféré à Platense mais ne joue que 12 matchs en raison d'une blessure aux ménisques.
Il revient au Pérou en 1948 et s'enrôle au Centro Iqueño où il raccroche les crampons en 1949.

#### En équipe nationale
International péruvien à 19 reprises entre 1937 et 1942, Juan Honores participe à quatre championnats sud-américains en 1937, 1939, 1941 et 1942. Il a l'honneur de faire partie de l'équipe du Pérou championne d’Amérique du Sud en 1939.

### Carrière d'entraîneur
Après avoir été entraîneur-joueur au Centro Iqueño en 1949, il a fallu une décennie à Juan Honores pour revenir sur le devant de la scène en tant qu'entraîneur. En effet, entre 1960 et 1962, il dirige le Sporting Cristal avec lequel il est sacré champion du Pérou en 1961.
On le retrouve par la suite sur les bancs du Deportivo Municipal, du Defensor Lima et de l'Atlético Grau avant d'assumer la direction technique du Carlos A. Mannucci où il remporte son deuxième titre de sa carrière d'entraîneur : la Copa Perú 1968. Il prend sa retraite après une dernière expérience à la tête du Deportivo Junín en 1977.

### Décès
Retiré du milieu du football, Juan Honores s'éteint à Lima, le 9 juin 1990, à l'âge de 75 ans.

## Palmarès

### Palmarès de joueur
| Universitario de Deportes - Championnat du Pérou (1) : - Champion : 1939. |  | Pérou - Championnat sud-américain (1) : - Vainqueur : 1939. |

### Palmarès d'entraîneur
| Sporting Cristal - Championnat du Pérou (1) : - Champion : 1961. |  | Carlos A. Mannucci - Copa Perú (1) : - Vainqueur : 1968. |  | Atlético Grau - Torneo Apertura (1) : - Vainqueur : 1969. |